# Tersonia brevipes
Tersonia brevipes är en tvåhjärtbladig växtart som beskrevs av Horace Bénédict Alfred Moquin-Tandon. Tersonia brevipes ingår i släktet Tersonia och familjen Gyrostemonaceae. Inga underarter finns listade i Catalogue of Life.